# Jefferson (Town, Vernon County)
Die Town of Jefferson ist eine von 21 Towns im Vernon County im US-amerikanischen Bundesstaat Wisconsin. Im Jahr 2010 hatte die Town of Jefferson 1143 Einwohner.
Town hat in Wisconsin eine grundlegend andere Bedeutung, als im übrigen englischsprachigen Bereich. Vielmehr entspricht sie den in den anderen US-Bundesstaaten üblichen Townships, die nach dem County die nächstkleinere Verwaltungseinheit bilden.

## Geografie
Die Town of Jefferson liegt im Südwesten Wisconsins, rund 30 km südöstlich des am Mississippi gelegenen Schnittpunktes der drei Bundesstaaten Wisconsin, Iowa und Minnesota.
Die Town of Jefferson liegt in der Driftless Area genannten eiszeitlich geformten Region, die sich über das südöstliche Minnesota, das südwestliche Wisconsin, das nordöstliche Iowa und das äußerste nordwestliche Illinois erstreckt. Bei der letzten Eiszeit, der so genannten Wisconsin Glaciation, blieb die Region eisfrei, sodass sich die Flusstäler auch während dieser Zeit tiefer in das Plateau einschneiden konnten.
Die geografischen Koordinaten des Zentrums der Town of Jefferson sind 43°35′00″ nördlicher Breite und 90°58′30″ westlicher Länge. Sie erstreckt sich über eine Fläche von 121,8 km².
Die Town of Jefferson liegt im westlichen Zentrum des Vernon County und grenzt an folgende Nachbartowns:
| Town of Hamburg  | Town of Coon                                | Town of Christiana |
| Town of Harmony  | Kompassrose, die auf Nachbargemeinden zeigt | Town of Viroqua    |
| Town of Sterling |                                             | Town of Franklin   |

## Verkehr
Der Wisconsin State Highway 56 verläuft in West-Ost-Richtung durch die Town of Jefferson. Daneben führen noch die County Highways B, XX und Y durch die Town. Alle weiteren Straßen sind untergeordnete Landstraßen, teils unbefestigte Fahrwege sowie innerörtliche Verbindungsstraßen.
Die nächsten Flughäfen sind der La Crosse Regional Airport (rund 55 km nordwestlich), der Rochester International Airport in Rochester, Minnesota (rund 170 km westnordwestlich) und der Dane County Regional Airport in Wisconsins Hauptstadt Madison (rund 165 km ostsüdöstlich).

## Bevölkerung
Nach der Volkszählung im Jahr 2010 lebten in der Town of Jefferson 1143 Menschen in 430 Haushalten. Die Bevölkerungsdichte betrug 9,4 Einwohner pro Quadratkilometer. In den 430 Haushalten lebten statistisch je 2,66 Personen.
Ethnisch betrachtet setzte sich die Bevölkerung zusammen aus 97,3 Prozent Weißen, 0,5 Prozent Afroamerikanern, 0,3 Prozent amerikanischen Ureinwohnern, 0,1 Prozent (eine Person) Asiaten sowie 0,1 Prozent aus anderen ethnischen Gruppen; 1,7 Prozent stammten von zwei oder mehr Ethnien ab. Unabhängig von der ethnischen Zugehörigkeit waren 0,6 Prozent der Bevölkerung spanischer oder lateinamerikanischer Abstammung.
28,3 Prozent der Bevölkerung waren unter 18 Jahre alt, 57,4 Prozent waren zwischen 18 und 64 und 14,3 Prozent waren 65 Jahre oder älter. 47,5 Prozent der Bevölkerung war weiblich.
Das mittlere jährliche Einkommen eines Haushalts lag bei 42.375 USD. Das Pro-Kopf-Einkommen betrug 19.212 USD. 33,3 Prozent der Einwohner lebten unterhalb der Armutsgrenze.

## Ortschaften in der Town of Jefferson
Neben Streubesiedlung existieren in der Town of Jefferson noch folgende gemeindefreie Siedlungen:
- Bud
- Esofea
- Springville